# SABER TIGER
SABER TIGER（サーベル・タイガー）は、1981年に結成された日本のヘヴィメタルバンド。1997年にメジャー・デビュー。

## メンバー

### 現メンバー
- 木下昭仁 ギター
  - 在籍期間：1981-
  - 北海道小樽市出身。
  - 元HARD SHOCK
  - 1981年にSABER TIGERを結成。唯一のオリジナルメンバー。
  - 通称：御大

- 田中康治 ギター
  - 在籍期間：1990-1996、2010-
  - 北海道札幌市出身。
  - 元SEA BAT
  - 1996年に脱退後、自らのリーダーバンドHARD GEARを結成。2枚のアルバム、1枚のマキシシングル、1本のライヴ・ビデオを発表。
  - MELLのライヴ・サポート・メンバーとして、国内外のツアーに参加。
  - 2010年1月、SABER TIGERに復帰した。
  - 通称：マシン

- 下山武徳 ボーカル
  - 在籍期間：1997-2002、2010-
  - 北海道札幌市出身。
  - 元ANDROGENUS、MOLD RUST、DIALL
  - 『PROJECT ONE』の仮唄を担当した事を切っ掛けにSABER TIGERに加入。
  - 2002年に脱退後、SIXRIDEを結成し2枚のアルバムを発表。
  - Concerto Moonの島紀史とのユニット（後にバンド化）、DOUBLE DEALERに参加し、4枚のアルバム、ライヴ・アルバム、ライヴDVDを発表。シンフォニー・エックスのサポートアクトとして、ヨーロッパ・ツアーを敢行する。
  - 梶山章とのユニット、AKIRA KAJIYAMA & TAKENORI SHIMOYAMA名義で、1枚のアルバムを発表。
  - ソロ・アーティストとして2枚のアルバムと4枚のマキシシングルを発表。
  - 2010年1月、SABER TIGERに復帰した。現行体制における事実上のリーダー。
  - 通称：アニキ

- 水野泰宏 ドラム
  - 在籍期間：2010-
  - 北海道釧路市出身。
  - 2002年、田中率いるHARD GEARに加入し、2枚のアルバムに参加。
  - KOTOKOのライヴ・サポート・メンバーとして、全国ツアーに参加。
  - 2010年1月、SABER TIGERに加入した。
  - 通称：ヤス

- hibiki ベース
  - 在籍期間：2017-
  - 元LIGHT BRINGER、MARDELAS
  - 2015年より SABER TIGERにサポート参加。2017年4月、正式加入した。

### 過去在籍メンバー
- 今井理浩 (ボーカル、ベース)
  - 元AIMO、その後SCREW DRIVERに参加。
- 今井浩次 (ドラム)
  - 元AIMO、その後SCREW DRIVERに参加。
- 佐藤文昭 (ベース)
- 白井進一 (ドラム)
  - 元SUPERSTITION。
- 滝沢貴幸 (ボーカル、ベース)
  - その後REDに参加。
- 武田秀敏 (ギター)
  - 元LEO、その後REDに参加。
- 湊雅史 (ドラム)
  - その後RED、T.N.T、DEAD END、RAEL、60/40、Optical 8、FORE、13oz、Aに参加。
- 礒田良雄 (ドラム)
  - 元HARD GEAR、その後SIXRIDE、DOUBLE DEALERに参加。
- 山口洋徹 (ボーカル)
  - 元SHRIEVE。
- 茂木憲 (ベース)
  - 元DUSTY STARDUST。
- 菅野浩幸 (ドラム)
  - 元SHRIEVE。
- 佐々井康雄 (ボーカル)
  - その後SHY BLUE、Ark Stormに参加。
- 早勢祐一 (ベース)
  - その後CROSSROAD By BON JOVI Memorial Bandに参加。
- 杉山雄一 (ドラム)
  - その後PROVIDENCE、REDに参加。
- 小泉陽一 (ボーカル)
- 三瓶朋大 (ベース)
  - SABER TIGERに4度加入し4度脱退。木下昭仁に次ぐ在籍期間を誇る。
- 山住隆 (ベース)
  - その後MI JAPAN札幌校BIT科講師としてベースを教えている。
- 久保田陽子(ボーカル)
- 渡辺徹 (ボーカル)
  - 元とおるバンバン、CAIN ABELL、VICTIMIZER、その後HARD GEARに参加。
- 小寺伸幸 (ドラム)
  - 元ELIZA、その後スタジオを経営している
- 飯山明寛 (ドラム)
  - その後BALDEZ、TINKL、プロジェクト虹紫に参加。
- 竹内聡 (ベース)
  - 元DIALL、HARD GEAR、その後SIXRIDEに参加。
- 鈴木勝人 (ボーカル)
- 弓田秀明 (ドラム)
  - その後LIGHT BRINGERに参加。
- 鈴木政行 (ドラム)
  - 元NEGAROBO、HARD GEAR、GALATEA、RDX、その後LOUDNESSに参加。
- 叫 /SADAYA(ボーカル)
  - 元DIALL、HAKENKREUZ、GRUDGE/CURSE。その後ELIZAに参加。
- 木本高伸 (ベース)
  - 元PRECIOUS、CONCERTO MOON、DOUBLE DEALER。

### レコーディングのみ参加
- RON KEEL (ボーカル)　現KEEL
- 柴田直人 (ベース)
- 本間大嗣 (ドラム)

### 変遷
|      | 時期     | Vocal                  | Guitar   | Guitar   | Bass                    | Drums                   | 発表作品 |
| 1期  | 1981.1-  | 今井理浩 (w/Bass)      | 木下昭仁 | -        | -                       | 今井浩次                | |
| 2期  | 1982-    | 今井理浩 (w/Bass)      | 木下昭仁 | -        | -                       | 白井進一                | |
| 3期  | -        | 今井理浩               | 木下昭仁 | -        | 佐藤文昭                | 白井進一                | 1983 『SABER TIGER I』 (DEMO) 1983 『SABER TIGER FINAL CONCERT』 (DEMO) |
| 4期  | 1983.4-  | 滝沢貴幸 (w/Bass)      | 木下昭仁 | -        | -                       | 湊雅史                  | |
| 5期  | 1984.1   | 滝沢貴幸 (w/Bass)      | 木下昭仁 | 武田秀敏 | -                       | 湊雅史                  | 1984 『SABER TIGER II』 (DEMO) |
| 6期  | -        | 滝沢貴幸 (w/Bass)      | 木下昭仁 | -        | -                       | 湊雅史                  | |
| 7期  | -        | 滝沢貴幸               | 木下昭仁 | 武田秀敏 | 茂木憲                  | 白井進一                | |
| 8期  | -        | 山口洋徹               | 木下昭仁 | -        | 茂木憲                  | 湊雅史                  | |
| 9期  | 1985.1-  | 山口洋徹               | 木下昭仁 | -        | 茂木憲                  | 菅野浩幸                | 1985 『SABER TIGER III』 (DEMO) 1985 『SABER TIGER IV MABOROSHI & TUSK』 (DEMO) 1986 『SABER TIGER V』 (DEMO) |
| -    | -        | 山口洋徹               | 木下昭仁 | -        | 干場（サポート参加）    | 菅野浩幸                | |
| 10期 | -        | 山口洋徹               | 木下昭仁 | -        | 滝沢貴幸                | 菅野浩幸                | |
| 11期 | -        | 滝沢貴幸 (w/Bass)      | 木下昭仁 | -        | -                       | 菅野浩幸                | |
| 12期 | -        | 佐々井康雄             | 木下昭仁 | -        | 滝沢貴幸                | 菅野浩幸                | |
| 13期 | 1986.1-  | 滝沢貴幸 (w/Bass)      | 木下昭仁 | -        | -                       | 菅野浩幸                | 1986 『RISE』 (7' EP) 1987 『RISE』 (DEMO) |
| -    | 1986.4-  | 滝沢貴幸 (w/Bass)      | 木下昭仁 | -        | -                       | 佐々木 （サポート参加） | |
| -    | -        | 滝沢貴幸 (w/Bass)      | 木下昭仁 | -        | -                       | 津田 （サポート参加）   | |
| -    | -        | 滝沢貴幸 (w/Bass)      | 木下昭仁 | -        | -                       | 辻 （サポート参加）     | |
| 14期 | 1986.10- | 滝沢貴幸 (w/Bass)      | 木下昭仁 | -        | -                       | 湊雅史                  | 1987 『CRUSH & DUSH』 (12' EP) |
| 15期 | 1987.1-  | 佐々井康雄             | 木下昭仁 | -        | 早勢裕一                | 杉山雄一                | |
| 16期 | -        | 滝沢貴幸               | 木下昭仁 | -        | 早勢裕一                | 杉山雄一                | |
| 17期 | -        | 佐々井康雄             | 木下昭仁 | -        | 早勢裕一                | 杉山雄一                | |
| 18期 | -        | 小泉陽一               | 木下昭仁 | -        | 早勢裕一                | 杉山雄一                | |
| 19期 | -        | 小泉陽一               | 木下昭仁 | -        | 三瓶朋大                | 杉山雄一                | |
| 20期 | 1988.1-  | 山口洋徹               | 木下昭仁 | -        | 三瓶朋大                | 杉山雄一                | 1988 『SABER TIGER VII』 (DEMO) 1989 『SABER TIGER LIVE LI-HOOD』 (DEMO) |
| 21期 | 1989.5-  | 山口洋徹               | 木下昭仁 | -        | 山住隆                  | 杉山雄一                | |
| 22期 | -        | 渡辺徹                 | 木下昭仁 | -        | 山住隆                  | 杉山雄一                | 1990 『SABER TIGER VIII』 (DEMO) |
| 23期 | 1990.10- | 渡辺徹                 | 木下昭仁 | 田中康治 | 山住隆                  | 小寺伸幸                | |
| 24期 | 1991.1-  | 久保田陽子             | 木下昭仁 | 田中康治 | 山住隆                  | 飯山明寛                | 1992 『INVASION』 (1st ALBUM) |
| 25期 | 1993.10- | 久保田陽子             | 木下昭仁 | 田中康治 | 山住隆                  | 礒田良雄                | 1994 『AGITATION』 (2nd ALBUM) 1995 『TIMYSTERY』 (3rd ALBUM) |
| -    | 1996-    | RON KEEL （録音のみ）  | 木下昭仁 | -        | 柴田直人 （録音のみ）   | 本間大嗣 （録音のみ）   | 1997 『PROJECT ONE』 (4th ALBUM) |
| 26期 | 1997.4-  | 下山武徳               | 木下昭仁 | -        | 三瓶朋大                | 礒田良雄                | 1998 『BRAIN DRAIN』 (5th ALBUM) 1998 『PARAGRAPH 3』 (COMPILATION ALBUM) |
| 27期 | 2000.4-  | 下山武徳               | 木下昭仁 | -        | 竹内聡                  | 礒田良雄                | 2001 『SABER TIGER』 (6th ALBUM) 2001 『ETERNAL LOOP』 (EP) 2002 『F.U.S.E.』 (7th ALBUM) 2003 『LIVE 2002 NOSTALGIA』 (LIVE ALBUM/DVD) |
| -    | 2002.10- | -                      | 木下昭仁 | -        | -                       | -                       | |
| 28期 | 2004.7-  | 鈴木勝人               | 木下昭仁 | -        | 三瓶朋大                | 弓田秀明                | 2005 『INDIGNATION』 (8th ALBUM) |
| -    | 2005.3-  | ANGEL （サポート参加） | 木下昭仁 | -        | 三瓶朋大                | 弓田秀明                | |
| 29期 | 2008.1-  | 叫                     | 木下昭仁 | -        | 三瓶朋大                | 弓田秀明                | |
| 30期 | 2008.8-  | 叫                     | 木下昭仁 | -        | 三瓶朋大                | 鈴木政行                | |
| -    | 2009.7-  | -                      | 木下昭仁 | -        | -                       | -                       | |
| 31期 | 2009.12- | 下山武徳               | 木下昭仁 | 田中康治 | 三瓶朋大                | 水野泰宏                | |
| 32期 | 2010.12- | 下山武徳               | 木下昭仁 | 田中康治 | 木本高伸                | 水野泰宏                | 2011 『DECISIVE』 (9th ALBUM) 2011 『PARAGRAPH IV』 (COMPILATION ALBUM) 2012 『HATE CRIME』 (EP) 2012 『MESSIAH COMPLEX』 (10th ALBUM) |
| -    | 2015.9-  | 下山武徳               | 木下昭仁 | 田中康治 | hibiki （サポート参加） | 水野泰宏                | 2015 『BYSTANDER EFFECT』 (11th ALBUM) |
| 33期 | 2017.4-  | 下山武徳               | 木下昭仁 | 田中康治 | hibiki                  | 水野泰宏                | 2018 『HALOS AND GLARE - The Complete Trilogy』 (BOX SET) 2018 『HALOS AND GLARE - Highlight Edition』 (COMPILATION ALBUM) 2018 『Live: HALOS AND GLARE』 (LIVE DVD) 2018 『OBSCURE DIVERSITY』 (12th ALBUM) 2024 『ELIMINATED』 (13th ALBUM) |

## 作品

### スタジオ・アルバム
1. INVASION （1992年4月21日）
2. AGITATION （1994年8月25日）
3. TIMYSTERY （1995年10月25日）
4. PROJECT ONE （1997年2月5日）
5. BRAIN DRAIN （1998年2月21日）
6. SABER TIGER （2001年1月24日）
7. F.U.S.E. （2002年3月13日）
8. INDIGNATION （2005年1月26日）
9. DECISIVE （2011年8月3日）
10. MESSIAH COMPLEX （2012年10月10日）
11. BYSTANDER EFFECT（2015年11月23日）
12. OBSCURE DIVERSITY（2018年10月10日）
13. ELIMINATED（2024年9月25日）

### ボックス・セット
1. HALOS AND GLARE - The Complete Trilogy（2018年2月28日）
  - Disc 1 : DECISIVE - International Edition
  - Disc 2 : MESSIAH COMPLEX - International Edition
  - Disc 3 : BYSTANDER EFFECT - International Edition
  - Bonus Disc : THE BEST OF THE REST & THE RARE

### ライヴ・アルバム
1. LIVE 2002 NOSTALGIA （2003年4月23日）

### コンピレーション・アルバム
1. PARAGRAPH （1991年5月1日）
  - 初期のアナログEP、デモ・テープ音源を集めたコンピレーション・アルバム。
  - 『RISE』全5曲、『CRUSH & DUSH』全5曲、『SABER TIGER VII』から4曲、未発表インスト1曲を収録。
2. PARAGRAPH 2 （1994年4月23日）
  - 初期の楽曲を、当時のメンバーを集めてリ・レコーディングした企画盤。初回リリース時は「木下昭仁（サーベル・タイガー）」名義で、木下のソロ・アルバム扱いで発売された。
  - 『SABER TIGER I』から3曲、『SABER TIGER II』から5曲、『SABER TIGER VIII』全4曲、『RISE』カセット版ボーナス・トラック1曲を再録音。
  - 参加メンバーは、木下、今井、武田、杉山、早瀬、小泉、三瓶、山口、山住、渡辺。
  - その他、『SABER TIGER VII』から、『PARAGRAPH』に収録されなかった残り3曲をリミックスして収録。
3. PARAGRAPH 3 （1998年9月23日)
  - 第26期のラインナップによる、リ・レコーディング・ベスト・アルバム。
4. THE HISTORY OF THE NEW WORLD （2001年2月21日）
  - 当時廃盤になっていた音源を復刻した2枚組コンピレーション・アルバム。
  - リ・レコーディングに参加したのは第27期のラインナップ。
  - 『PROJECT ONE』全曲（ボーカル・パートを下山がリテイク）、『BRAIN DRAIN』から8曲（1曲のみ、ボーカル・パートを下山本人がリテイク）、『PARAGRAPH 3』から5曲、未発表ヴァージョン1曲、新録音1曲、新曲1曲を収録。
5. PARAGRAPH IV （2011年12月28日)
  - 第32期のラインナップによる、リ・レコーディング・ベスト・アルバム。
6. HALOS AND GLARE - Highlight Edition （2018年2月28日)
  - 『HALOS AND GLARE - The Complete Trilogy』から抜粋されたコンピレーション・アルバム。

### シングル
1. RISE （1986年4月29日）
  - 7インチ・アナログ
2. CRUSH & DUSH （1987年2月）
  - 12インチ・アナログ
3. ETERNAL LOOP （2001年11月21日）
  - NTV系アニメ「はじめの一歩」エンディング・テーマ
4. HATE CRIME （2012年8月8日）

### デモ
1. SABER TIGER I （1983年）
2. FINAL CONCERT （1983年）
3. SABER TIGER II （1984年）
4. SABER TIGER III （1985年）
5. SABER TIGER IV MABOROSHI & TUSK （1985年）
6. SABER TIGER V （1987年）
7. RISE （1987年）
8. SABER TIGER VI DEMO OUT TAKES （1987年）
9. SABER TIGER VII （1988年）
10. LIVE LI-HOOD （1989年）
11. SABER TIGER VIII （1990年）
12. LIVE-STUDIO-LIVE （1992年）
13. SABER TIGER DEMO '99 （1999年）
14. SABER TIGER DEMO '99-2 （1999年）

### 映像作品
1. LIVE 2002 NOSTALGIA [DVD] （2003年4月23日）
2. Live: HALOS AND GLARE [DVD+2CD] （2018年4月25日）

### 海外作品

#### スタジオ・アルバム
1. BYSTANDER EFFECT - Expanded Edition（2018年3月13日）
2. OBSCURE DIVERSITY（2018年10月10日）

#### デジタル・アルバム
1. DECISIVE - International Edition（2018年1月20日）
2. MESSIAH COMPLEX - International Edition（2018年1月20日）
3. BYSTANDER EFFECT - International Edition（2018年1月20日）
4. Live: HALOS AND GLARE（2018年4月25日）
5. UNORTHODOX PARAGRAPH（2018年7月17日）

#### デジタル・シングル
1. Sin Eater（2018年1月13日）
2. Devastation Trail（2018年2月14日）